# ويتني أبل
ويتني أبل (بالإنجليزية: Whitney Able)‏ هي عارضة وممثلة أمريكية، ولدت في 6 فبراير 1982 بهيوستن في الولايات المتحدة.

## أعمال

### أفلام
- (2006) جميع الأولاد يحبون ماندي لين[5]
- (2010) مونسترز[6]
- (2014) مشية بين شواهد القبور[7][8]

### مسلسلات
- نيويورك
- عقول إجرامية

## وصلات خارجية
- ويتني أبل على موقع IMDb (الإنجليزية)
- ويتني أبل على موقع ألو سيني (الفرنسية)
- ويتني أبل على موقع أول موفي (الإنجليزية)
- ويتني أبل على موقع قاعدة بيانات الأفلام السويدية (السويدية)
- ويتني أبل على موقع قاعدة بيانات الفيلم (الإنجليزية)
- ويتني أبل على موقع كينوبويسك (الروسية)